# Cinématique temps réel
Pour les articles homonymes, voir RTK.

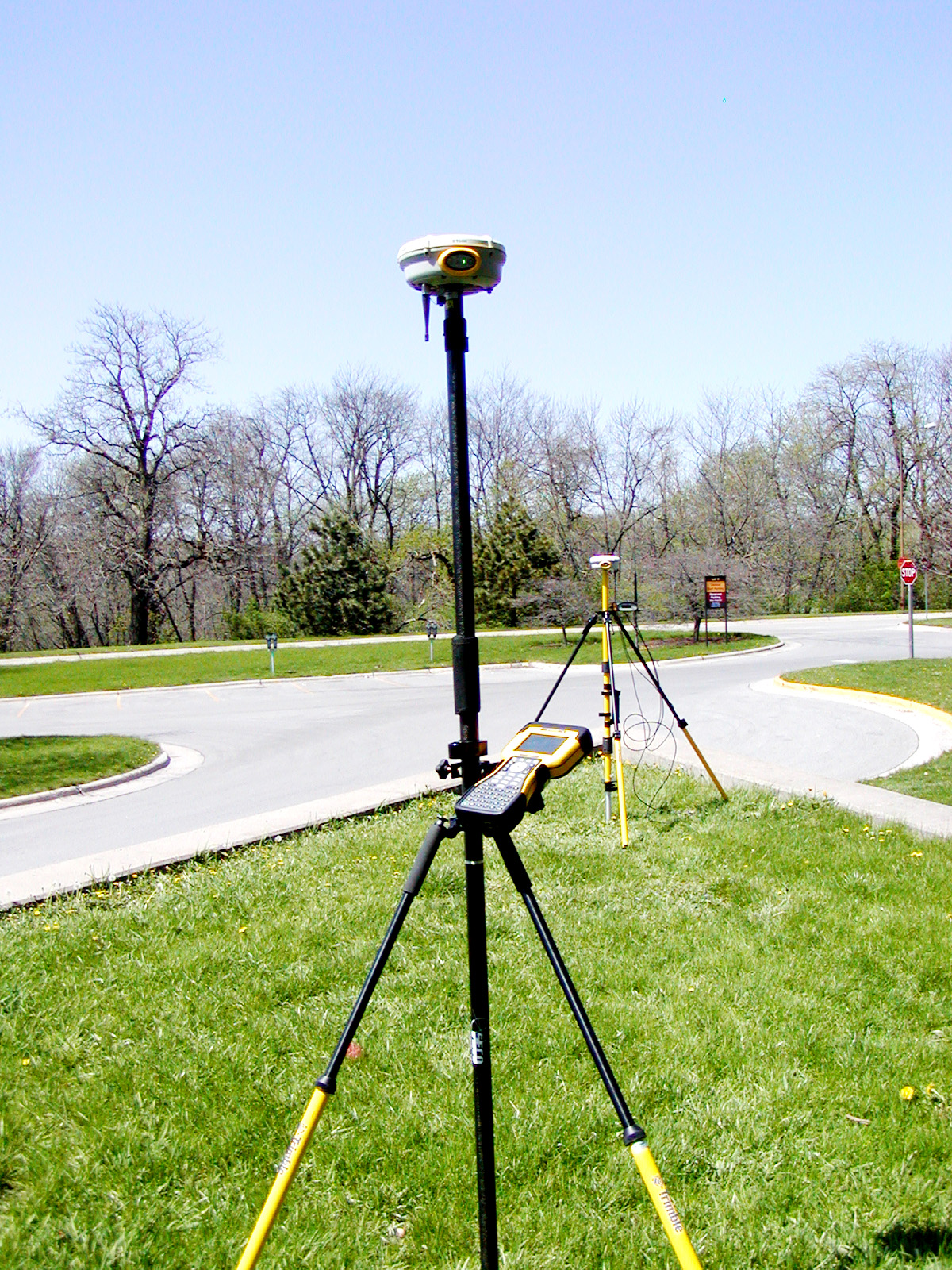
Récepteur GPS de la station

La Cinématique temps réel (Real Time Kinematic, en anglais ou RTK) est une technique de positionnement par satellite basée sur l'utilisation de mesures de la phase des ondes porteuses des signaux émis par les systèmes GPS, GLONASS ou Galileo. Une station de référence fournit des corrections en temps réel permettant d'atteindre une précision de l'ordre du centimètre. Dans le cas particulier du GPS, le système est alors appelé Carrier-Phase Enhancement ou CPGPS. 
Dans le cas de récepteurs autonomes, le signal binaire pseudo-aléatoire émis par le satellite est comparé à une copie interne de ce signal. Comme les horloges des deux dispositifs sont synchronisées, la copie est générée en même temps que l'original du satellite. En raison du temps de parcours de l'onde, il y a un décalage temporel. La copie du récepteur est décalée dans le temps jusqu'à s'aligner avec le signal reçu. Le décalage temporel ainsi mesuré permet de calculer une distance (entachée d'erreurs) entre le satellite et le récepteur.
La précision de la mesure temporelle est généralement une fonction de la capacité de l'électronique de réception à comparer les deux signaux. En général, les récepteurs sont capables d'aligner les signaux avec une précision d'environ 1 % de la largeur d'un bit. Par exemple, le signal C/A émis par le système GPS envoie un bit toutes les microsecondes, donc un récepteur est précis à 0,01 microseconde près, ce qui correspond à 3 mètres en termes de distance. Le signal P/Y utilisé par l'armée américaine est émis par les mêmes satellites à une fréquence dix fois supérieure, correspondant à une précision d'environ 30 cm. D'autres effets introduisent des erreurs plus importantes et la précision du positionnement basé sur le signal C/A non corrigé est généralement d'environ 15 m.
Le RTK suit le même principe, mais utilise le signal analogique de la porteuse modulée par le code émis, et non le code binaire contenu dans le signal. Cela améliore grandement la précision. Par exemple, la phase du signal C/A+L1 peut changer à une fréquence de 1,023 MHz, alors que la porteuse L1 a une fréquence de 1 575,42 MHz, soit plus de 1000 fois plus grande. En considérant une précision temporelle de 1 %, cela correspond à une précision spatiale de 1,9 mm en utilisant le signal L1 et 2,4 mm avec le signal L2, de fréquence plus basse (1 227,6 MHz).
La difficulté dans la conception d'un système RTK est l'alignement correct des signaux. Les signaux des satellites sont encodés en binaire afin de les aligner facilement, alors que chaque cycle de la porteuse est similaire à un autre. Ainsi il est très difficile de savoir si l'alignement est correct, ou s'il n'y a pas décalage d'un cycle, introduisant ainsi une erreur de 19 cm. Cette ambiguïté peut être résolue partiellement en utilisant des méthodes statistiques complexes qui comparent les mesures à partir des signaux C/A, puis en comparant des résultats obtenus entre de multiples satellites. Cependant aucune de ces méthodes ne peut faire disparaître l'erreur.
En pratique, les systèmes RTK utilisent un récepteur fixe (station de base dont la position est connue précisément) et un certain nombre de récepteurs mobiles. La station de base compare la position calculée à partir du signal GPS et la position réelle, puis réémet les corrections à apporter vers les récepteurs mobiles. Cela permet aux unités mobiles de calculer leur position relative avec une précision de quelques millimètres, bien que leur position absolue ne soit précise qu'avec la même exactitude que la position de la station de base. La précision nominale typique pour ces systèmes est de 1 cm horizontalement et 2 cm verticalement.
Bien que cela limite l'utilité de la technique RTK en termes de navigation générale, elle est parfaitement adaptée à des applications telles que la surveillance ou le guidage de précision. Dans ce cas, la station de base est située à un emplacement connu qui est le point de référence, et les unités mobiles peuvent produire une carte très précise en prenant des mesures relativement à ce point. Le RTK a aussi des applications pour les systèmes de pilotage automatique, pour les travaux publics, en agriculture de précision et autres applications similaires.
La méthode Virtual Reference Station (VRS) étend l'utilisation de RTK à une zone entière d'un réseau de stations de référence.
La fiabilité opérationnelle et les précisions possibles dépendent de la densité et des capacités du réseau de stations de référence.